# Будница (Смоленская область)
Будница — деревня в Смоленской области России, в Велижском районе. Расположена в северо-западной части области в 7 км к западу от Велижа и в 1 км к югу от автодороги Р133 Смоленск — Невель. 
Население — 193 жителя (2007). Административный центр Будницкого сельского поселения.

## История
Название деревни произошло от слова буда (строение, постройка). В Смоленской области и Белоруссии широко распространены топонимы от слова буда.

## Известные уроженцы и жители
- Антонов, Игнатий Петрович (1922—2015) — академик Национальной академии наук Беларуси, член-корреспондент Российской академии медицинских наук, заслуженный деятель наук Беларуси, лауреат Государственной премии Республики Беларусь, народный врач Беларуси, почётный гражданин Минска и Витебска.